# Клиона (Пенсилванија)
Клиона (енгл. Cleona) град је у америчкој савезној држави Пенсилванија.

## Демографија
По попису из 2010. године број становника је 2.080, што је 68 (-3,2%) становника мање него 2000. године.
| Група             | 2000.         | 2010.         |
| Белци             | 2.050 (95,4%) | 1.940 (93,3%) |
| Афроамериканци    | 22 (1,0%)     | 20 (1,0%)     |
| Азијати           | 26 (1,2%)     | 20 (1,0%)     |
| Хиспаноамериканци | 29 (1,4%)     | 64 (3,1%)     |
| Укупно            | 2.148         | 2.080         |